# Шугила
Шугила́ (каз. Шұғыла) — село у складі Мактааральського району Туркестанської області Казахстану. Входить до складу Єнбекшинського сільського округу.
До 2000 року село називалось Красний Октябр.
Населення — 1087 осіб (2021; 1136 у 2009, 1039 у 1999, 820 у 1989).